# Montenegro al Festival de la Cançó d'Eurovisió 2012
| Edició                   | 2012                         |
| Televisio(ns) implicades | RTCG                         |
| Nom de la preselecció    | Per determinar               |
| Dates                    | Per determinar               |
| Format                   | Elecció interna de l'artista |
| Presentadors             | Per determinar               |
| Nombre de participants   | 1                            |

La televisió de Montenegro va anunciar el seu retorn al Festival després de dues edicions absent per causes econòmiques. El seu director va declarar, a més, que ja havien escollit un representant a través d'una elecció interna.

## Organització
Elecció interna de l'artista. Aquest escull la cançó que interpretarà al Festival.

## Candidats
El 12 de desembre de 2011 la cadena RTCG va informar als medis que l'artista escollit per representar el país al seu retorn al Festival de 2012 era Rambo Amadeus.

El 26 de gener de 2012, l'ens montenegrí va anunciar que el títol de la cançó escollida era Euro neuro.